# Objekt 263
Das Objekt 263 (russisch Объект 263) war in der Sowjetunion ein Projekt zur Entwicklung einer Selbstfahrlafette auf Basis des IS-7-Kampfpanzers. Im Jahr 1950  wurde ein Holzmodell in Originalgröße erstellt, aber wegen des zu hohen Gewichts wurde das Projekt bereits 1951 eingestellt.

## Entwicklungsgeschichte
Ende der 1940er-Jahre wurde der IS-7 entwickelt. Das Projekt wurde aber hauptsächlich wegen des hohen Gewichtes abgebrochen. Das Fahrwerk des IS-7 galt als gut durchdacht und einige Angehörige der Militärführung wollten es nicht gänzlich abschreiben, wie auch die im Vergleich zum IS-7 stärkere 130-mm-Kanone. Deswegen bekam im Jahr 1950 das Leningrader Kirowwerk die Aufgabe einen schweren Artilleriepanzer auf Basis des IS-7 zu entwickeln. Wladimir Stepanowitsch Starowoitow wurde der Konstrukteur des „Objekt 263“ genannten Projekts. Drei Entwurfsvarianten, die sich in kleinen Details unterschieden, wurden erstellt und mehrfach überarbeitet, bis ein Entwurf übrig blieb.

## Technik
Da eine der Hauptanforderungen lautete, möglichst viele Komponenten des IS-7 zu nutzen, wurde die Fahrwerkstechnik mit Motor, Getriebe, Federung und Gleisketten fast ohne Änderungen übernommen. Die Wanne wurde jedoch neu gestaltet und die Fahrwerkstechnik neu angeordnet. Der Kampfraum befand sich nun im hinteren Teil der Wanne, Motor und Getriebe wurden vorne und Treibstofftanks in der Mitte angeordnet.
Die Panzerung an der Wannenfront sollte 300 mm betragen, seitlich 70 bis 90 mm. Der Kampfraum war vorne mit 250 mm und seitlich mit 70 mm gepanzert. Mit dieser Panzerung sollte das Objekt 263 den meisten damaligen Kampfpanzern und Panzerabwehrgeschützen widerstehen.
Die Hauptwaffe sollte die S-70A sein, eine Weiterentwicklung der C-70-Kanone des IS-7. Die S-70A war mit 57.2 Kaliberlängen eine große Waffe. Auch der Verschluss war sehr groß und reichte fast bis zum hinteren Ende des Kampfraumes. Aus diesem Grund ging man einen ungewöhnlichen Weg und gestaltete den Verschluss klappbar. Wegen des sehr starken Rückstoßes waren  Mündungsbremsen an der Waffe und ein absenkbarer schaufelartiger Erdsporn am Fahrzeug notwendig.
Im Kampfraum gab es Platz für sieben Schuss als Bereitschaftsmunition. Die zweiteilige Munition bestand aus jeweils separater Granate und Kartusche. Auf der einen Seite des Kampfraums wurden die Granaten, auf der anderen die Kartuschen aufbewahrt.
Die Besatzung sollte aus fünf Soldaten bestehen: Kommandant, Fahrer, Richtschütze, Ladeschütze und Assistent des Ladeschützen. Für direktes Richten war die TP-47-Zielvorrichtung und für indirektes Richten die TS-46-Zielvorrichtung vorgesehen. Die voraussichtliche Kadenz war mit 1,5 Schuss pro Minute nicht sonderlich hoch. Sie war deutlich geringer als beim IS-7, wo etwa sechs Schuss in der Minute erreicht wurden. Die geringe Kadenz wurde als Konsequenz des langen Rohrs der Waffe akzeptiert.
Anfang 1951 wurden die Pläne der Kommission des Verteidigungsministeriums präsentiert und genehmigt. Auf Basis der Pläne wurde ein Holzmodell in Originalgröße erstellt. Nur einige Wochen nach der Fertigstellung des Holzmodells kam aus Moskau die Anweisung, die Arbeit am Objekt 263 einzustellen. Das geschätzte Gesamtgewicht des Fahrzeugs würde etwa 60 Tonnen betragen. Es wären zwar 8 Tonnen weniger als beim ebenfalls abgebrochenen IS-7, aber immer noch zu viel für den praktischen Einsatz. Das einzige Holzmodell von Objekt 263 wurde daraufhin vernichtet.